# Technologia chemiczna
Technologia chemiczna – dyscyplina naukowa z pogranicza dziedzin nauk technicznych i chemicznych, która zajmuje się – wraz z inżynierią chemiczną i procesową – metodami przekształcania różnorodnych surowców w użyteczne produkty;
odgrywa ważną rolę np. w czasie wprowadzania nowych wyrobów i nowych technologii, modernizacji i optymalizacji warunków prowadzenia znanych procesów (z uwzględnieniem zagadnień ochrony środowiska), opracowywania metod monitorowania i automatycznej kontroli przebiegu procesów.
Produkty są otrzymywane w wyniku:
- reakcji chemicznych w skali przemysłowej, w instalacjach o działaniu okresowym lub ciągłym,
- operacji i procesów fizycznych, takich jak przenoszenie masy, ogrzewanie lub chłodzenie, mieszanie (np. substratów reakcji chemicznych) i rozdzielanie mieszanin, np. roztworów zawierających związki powstające w wyniku reakcji (zastosowanie np. destylacji, rektyfikacji, rekrystalizacji, ekstrakcji, adsorpcji, absorpcji itp.)[3][4].

Rozwiązywanie interdyscyplinarnych problemów, występujących w czasie projektowania instalacji i optymalizacji parametrów ich działania, wymaga ścisłej współpracy chemików i inżynierów-mechaników. Szczególnie duża rola przypada specjalistom w obu graniczących dyscyplinach. Przyjmuje się, że domeną technologii chemicznej są procesy, w których dominującą rolę odgrywają reakcje chemiczne.
W ramach technologii chemicznej wyróżnia się obszary dotyczące technologii nieorganicznej (techniczna chemia nieorganiczna) i technologii organicznej (techniczna chemia organiczna), a poza tym obszary węższe, np. technologia chloru i związków chloru, technologia włókien sztucznych, technologia materiałów wybuchowych, technologia olejków eterycznych.

## Miejsce technologii chemicznej w systemie nauki w Polsce
W Polsce dyscyplina „technologia chemiczna”:
- wchodzi w zakres dwóch dużych dziedzin nauki, wyodrębnionych przez Ministerstwo Nauki i Szkolnictwa Wyższego (MNiSzW), w oparciu o uchwałę Centralnej Komisji do Spraw Stopni i Tytułów[12], w zakres dziedziny:

1. nauk chemicznych, którą tworzy pięć dyscyplin naukowych (poza technologią chemiczną – chemia, biochemia, biotechnologia oraz ochrona środowiska),
2. nauk technicznych, złożonej z kilkunastu dyscyplin (poza technologią chemiczną m.in. biotechnologia, inżynieria chemiczna, inżynieria materiałowa, inżynieria produkcji.

- jest jednym z kierunków kształcenia na wyższych uczelniach w Polsce (zob. „kurs” jako określenie bloku zajęć na uczelniach wyższych). Kierunek „Technologia chemiczna” jest ściśle związany z takimi pokrewnymi kierunkami, jak np. inżynieria chemiczna i procesowa, inżynieria materiałowa, inżynieria biomedyczna, inżynieria środowiska, ochrona środowiska, towaroznawstwo, kosmetologia, technologia drewna, papiernictwo i poligrafia[13][14][15].

## Projektowanie procesów i instalacji

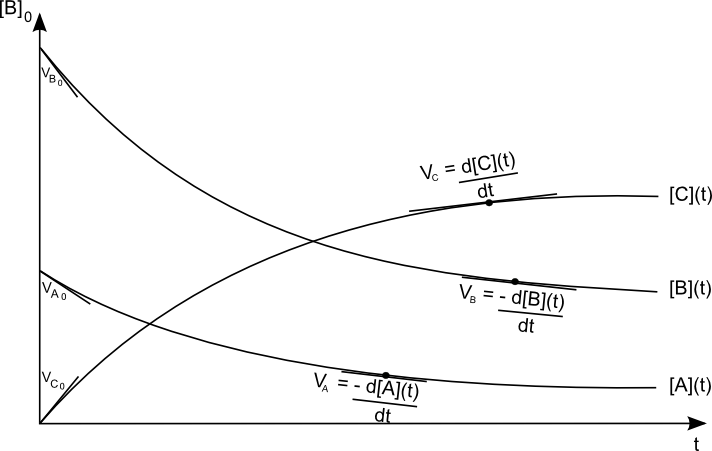
Kinetyka reakcji chemicznej A + B = C

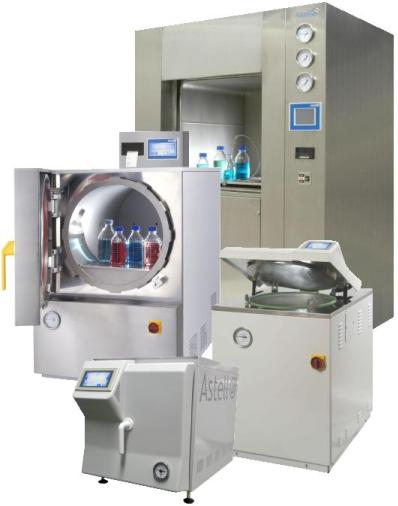
Autoklawy laboratoryjne

Schemat reaktora zbiornikowego z mieszaniem, stosowanego zwykle w procesach ciągłych

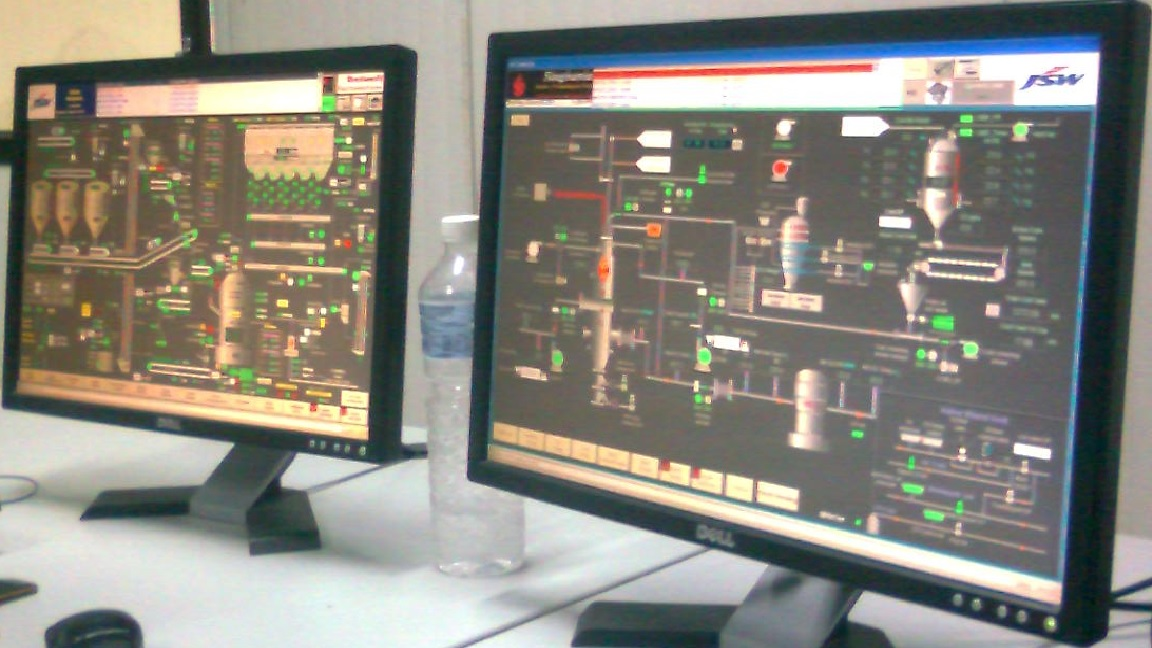
Projektowanie i prowadzenie procesów produkcji wymaga stosowania złożonych modeli matematycznych i specjalistycznych programów komputerowych

Założenia dla projektów instalacji technicznych, umożliwiających otrzymywanie pożądanych produktów z dostępnych surowców, są przygotowywane z wykorzystaniem wyników badań podstawowych np. chemia (w tym np. termodynamika chemiczna i kinetyka chemiczna), fizyka, biochemia. Badania są prowadzone dla charakterystycznych operacji i procesów jednostkowych.
Kierunek poszczególnych reakcji chemicznych, które mają zachodzić w poszczególnych węzłach projektowanej instalacji (możliwość otrzymania określonego produktu), zależy od potencjałów termodynamicznych. Wydajność reakcji chemicznej zależy od stanu równowagi termodynamicznej, do której dąży układ. Szybkość reakcji chemicznej może być przewidywana na podstawie odpowiednich równań kinetycznych określonego rzędu, z wyznaczonymi w skali laboratoryjnej wartościami stałej szybkości reakcji. W analogiczny sposób opisuje się termodynamikę i kinetykę innych procesów, np. przemian fazowych (np. krystalizacja, ekstrakcja). W czasie przygotowywania chemicznej koncepcji nowej technologii wykorzystuje się dane dostępne dla poszczególnych operacji jednostkowych, określając np. sposoby niezbędnej obróbki surowców, techniki ich dozowania (procesy i operacje chemiczne i mechaniczne), optymalny zakres każdego z parametrów reakcji zachodzących w reaktorach, niezbędny czas przebywania reagentów w strefie reakcji (zapewniający optymalny stopień przemiany), sposoby rozdzielania mieszanin produktów reakcji i inne.
Chemiczna koncepcja nowej technologii, opracowana w ramach badań podstawowych, jest przekształcana przez przedstawicieli nauk stosowanych (m.in. technologia, inżynieria procesowa, mechanika), w koncepcję technologiczną, która powinna spełniać wymogi ochrony środowiska i minimalizacji kosztów. Projektowanie procesu technologicznego (ang. process designing) polega zwykle m.in. na:
- wybraniu najbardziej właściwych operacji i procesów jednostkowych,
- ich uszeregowaniu i określeniu sposobów realizacji,
- sporządzeniu ideowego schematu całej instalacji,
- opracowaniu bilansu materiałowego i energetycznego,
- doświadczalnej weryfikacji założeń nowej technologii badawczy etap cyklu badawczo-projektowego obejmuje fazy badań:
  - laboratoryjnych – w badawczej aparaturze o działaniu okresowym lub ciągłym (miniaturowe instalacje modelowe),
  - w skali ułamkowej (0,1–10% docelowej instalacji, skala ćwierćtechniczna, półtechniczna, pilotowa);

efektem tych badań jest projekt procesowy, który zawiera np. bilans masowy i energetyczny, charakterystyka mediów technologicznych, dobór aparatów, schemat technologiczny, harmonogram pracy aparatów, zagadnienia korozji i doboru materiałów, kontrola przebiegu procesu i sterowanie, emisje zanieczyszczeń do środowiska, problemy BHP,
- - w zakładzie doświadczalnym

(efekty: wybór typów aparatów i tworzyw konstrukcyjnych dla skali technicznej, opracowanie projektu technologicznego).
Liczba faz okresu badawczego jest zróżnicowana – zależy od tzw. współczynnika powiększenia skali, który jest zależny od rodzaju stosowanych aparatów. Projektowane reaktory z mieszadłem nie powinny być większe od badawczych więcej niż 1000 razy, reaktory fluidalne – nie więcej niż 100 razy, a kolumny destylacyjne – nie więcej niż 100 tys. razy.
Problemy występujące w czasie powiększania skali, związane np. ze zróżnicowaniem stężeń reagentów wewnątrz dużych reaktorów lub ze zróżnicowaniem czasu przebywania określonych części strumienia reagentów w reaktorach przepływowych, są rozwiązywane metodami inżynierii chemicznej i procesowej.

## Specjalności technologii chemicznej
Obszar technologii chemicznej jest nieustannie powiększany, wraz z rozwojem wiedzy i przemysłu chemicznego. Część tego obszaru, która wchodzi w zakres studiów technicznych w Polsce na kierunku „Technologia chemiczna”, obejmuje specjalności np.:
- technologia chemiczna nieorganiczna,
- proekologiczne technologie nieorganiczne,
- technologia chemiczna organiczna,
- technologia ropy i gazu,
- technologia polimerów i tworzyw sztucznych,
- technologia barwników,
- lekka technologia organiczna,
- technologia leków,
- technologia skóry,
- analityka techniczna i przemysłowa,
- analityka przemysłowa i środowiskowa,
- technologia zabezpieczeń przeciwkorozyjnych.

Specjalności są uruchamiane zgodnie z zakresem naukowych zainteresowań pracowników jednostek badawczych, istniejących w kilkunastu uczelniach technicznych w Polsce. Wyniki badań są publikowane w specjalistycznych czasopismach, np. „Journal of Chemical Technology and Biotechnology”, „Chemical Technology”, „Polish Journal of Chemical Technology”, „Chemical and Process Engineering”, „Przemysł Chemiczny”.